# Oleg Trofim

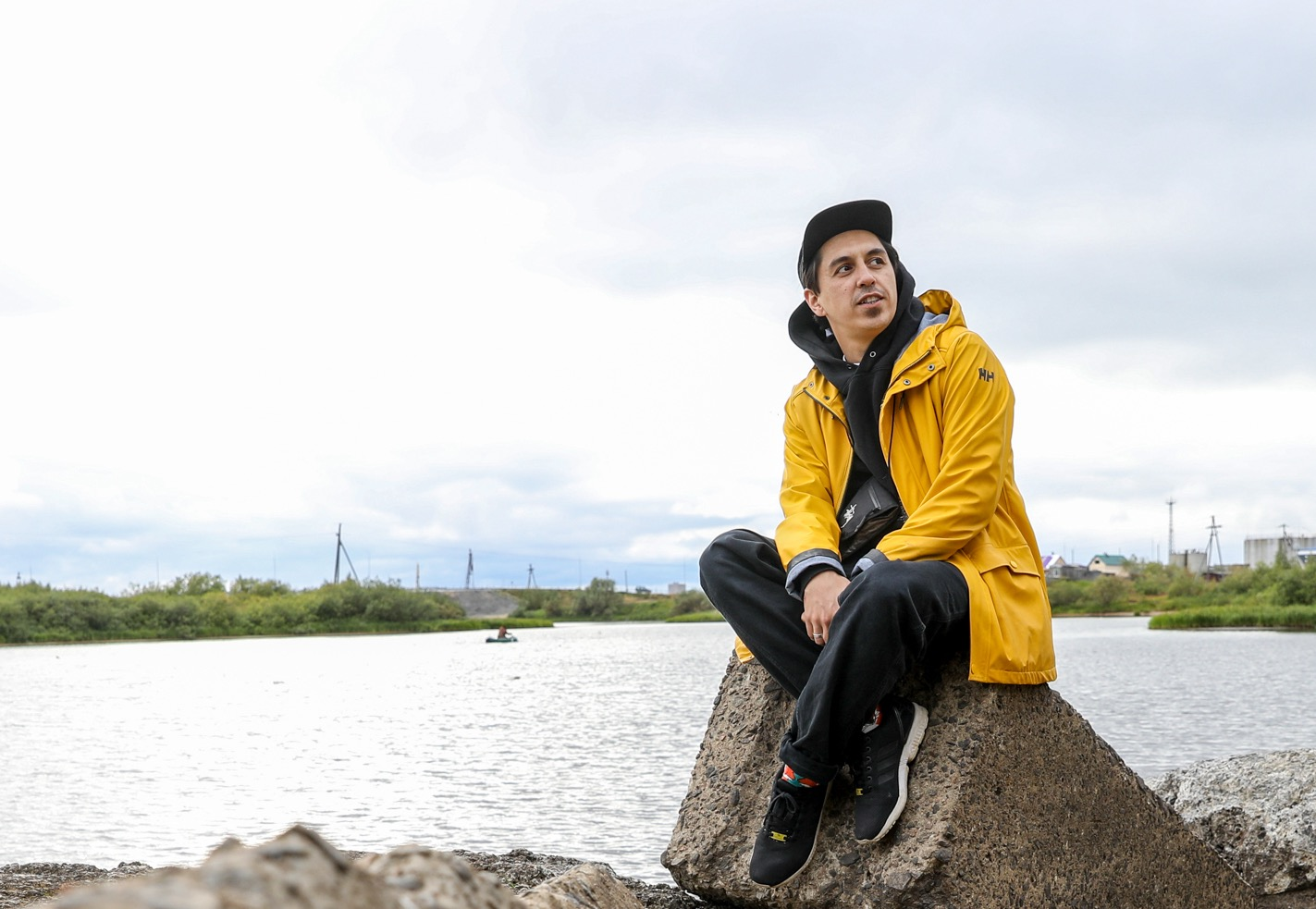
Oleg Trofim

Oleg Borisovič Trofim (in russo Олег Борисович Трофим?; Iskatelej, 12 ottobre 1989) è un regista, sceneggiatore e musicista russo.

## Biografia
Oleg Trofim è nato il 12 ottobre 1989 nel villaggio di Iskatelej nella famiglia dei geologi Boris Trofim e Makhprat Mukhiddinova Oleg ha due fratelli maggiori: Rustam Trofim (frontman della rock band Downcast, ora lavora nell'industria cinematografica) e Arseny Trofim (pianista, compositore). Il padre del regista è un noto musicista e bardo del Circondario autonomo dei Nenets. La mamma è autrice di racconti, prosa e note filosofiche varie.

### Infanzia
Grazie agli sforzi della madre di Oleg, tutti e tre i figli sono stati impegnati nella musica fin dall'infanzia e hanno partecipato a concorsi regionali Oleg ha condotto i suoi primi esperimenti con le riprese negli anni '90, fotogramma per fotogramma animando i suoi giocattoli e oggetti domestici usando la tecnica dello stop-motion Prima di entrare all'università, era appassionato di editing video e audio sulla piattaforma analogica domestica "VHS-to-VHS", che hanno inventato insieme a suo fratello maggiore Rustam.
Secondo le memorie della madre del regista, da bambino, il ragazzo era "mobile come il mercurio: per un secondo ti allontani, se n'è andato, sa dove". Insieme a questo, l'arte era già manifesta (Oleg raffigurava sempre qualcosa sulla macchina fotografica), musicalità (ha iniziato a cantare presto, suonare la chitarra), chiarezza di coscienza (sapeva sempre cosa doveva fare). Inoltre, i genitori cercavano di sviluppare la diligenza e l'efficienza dei loro figli.

### Anni da studente
Secondo Oleg, inizialmente stava per studiare per diventare attore, ma sua madre gli consigliò di provare a fare il regista, nel 2006, Oleg è entrato nell'Istituto statale di cinema e televisione di San Pietroburgo con una laurea in regia cinematografica e televisiva, il corso di V. V. Smirnov e O. V. Ryabokon. I suoi studi continuarono con successo variabile, poiché Oleg divenne sempre più appassionato di musica, videoarte, esperimenti e riprese di video musicali al di fuori del curriculum. Durante i suoi studi, insieme al suo compagno di classe Anton Zemlyakov, ha organizzato una società di produzione video indipendente Starbox Production, durante l'esistenza della quale sono stati girati molti video musicali, moda e pubblicità. Il progetto di laurea di Oleg è stato un breve documentario per Vogue.ru sul lavoro del fotografo e regista newyorkese Jason Schmidt sul progetto fotografico Drama & Ballet al Teatro Mariinskij e al Palazzo di Caterina.

### Gli inizi della carriera
Dopo essersi trasferito a Mosca, Oleg Trofim ha lavorato per due anni come regista di spot pubblicitari e documentari. Dal 2013, ha iniziato a collaborare con Hype Production, una società specializzata nelle riprese di spot pubblicitari e video musicali. Per tutto il tempo, il regista ha girato per marchi come Coca Cola, Nike, Google, Yandex, Adidas, Visa, Yota, PayPal, KFC, McDonald's, YouTube, Sberbank, Alfa Bank, ecc.

Trofim ha anche collaborato con Black Star Inc., Kasta e musicisti indipendenti. Il regista ha girato spezzoni per le canzoni di Timati "Helicopter" e "Ride with Me", in collaborazione con l'artista digitale inglese Raff Mercy. Ha pubblicato un video musicale per L'One "Take Yours". Per i video musicali di Timati "Helicopter", L'One "Take Your Own" e ms. "Lash of Eyelashes" di Sounday è stato candidato tre volte ai Berlin Music Video Awards per la regia e il montaggio.
"Prima di allora, ho lavorato con Black Star per un po' - e mi sono reso conto che non era davvero mio. Ho perso interesse per loro. Almeno solo perché non credo molto nella musica popolare. Credo nella musica che diventa popolare, ma non in quella che è concepita come popolare", ha detto Oleg Trofim in un'intervista.

### Debutto nel mondo del cinema
Nel 2016, Oleg Trofim, in collaborazione con la compagnia cinematografica "Hydrogen", ha iniziato a lavorare al dramma musicale e sportivo "Ice" Il film d'esordio del regista, uscito nel 2018, ha battuto tutti i record che esistevano in quel momento nella storia del cinema russo tra i film d'esordio. La collezione totale dell'immagine ammontava a circa 1, 6 miliardi di rubli con un budget di 150 milioni . L'attuale botteghino del film gli ha permesso di prendere il sesto posto al botteghino tra i film russi che sono mai stati distribuiti in larga distribuzione in Russia e nella CSI. Il film "Ice" ha ricevuto diverse nomination per il Golden Eagle Award.
Nel settembre 2017 è stato pubblicato il video di Oleg Trofim per la canzone di Sergej Sirotkin "Beat the Heart, Time to Beat"
Nel 2019, su invito di Fyodor Bondarchuk, Oleg ha anche partecipato alle riprese del film "Invasion".
Nella primavera del 2019, Trofim, come regista e produttore, ha girato due cortometraggi musicali a proprie spese. Il primo è un dramma adolescenziale per il video di Sirotkin "Above the Houses girato in Georgia. La seconda è la sineddoche di Montauk "Ovunque tu sia" Questo omaggio poetico al lavoro del fotografo Josef Koudelka con Irina Gorbacheva nel ruolo della protagonista ha raccolto un totale di oltre 20 importanti premi per la regia in festival negli Stati Uniti e in Europa.

### Major Grom - Il Medico Della Peste
Nell'estate del 2019, Oleg Trofim ha iniziato a lavorare al primo blockbuster russo sui supereroi, Major Grom - Il medico della peste. Le riprese principali si sono svolte da settembre a ottobre 2019. La prima ha avuto luogo il 25 marzo 2021 al cinema Aurora di San Pietroburgo, e il film è stato rilasciato in ampia distribuzione il 1 aprile Il film ha ricevuto recensioni contraddittorie ma per lo più moderatamente positive da parte della critica.
Il 5 maggio 2021, il film è diventato disponibile per la visione nel cinema online KinoPoisk HD. Inoltre, i diritti per mostrare l'immagine sono stati acquisiti da Netflix. Secondo il regista e i produttori del film, l'importo della transazione è stato un record tra i progetti russi mai venduti a questa piattaforma di streaming. Il film è diventato disponibile su Netflix il 7 luglio 2021. È stato tradotto nelle lingue più popolari del mondo. Secondo il servizio FlixPatrol, già nel primo giorno, "Major Grom - Il medico della peste" era nella top 10 dei film più visti in 65 paesi. In Brasile, Belgio, Ungheria, Spagna, Italia, Slovacchia, Svizzera, Repubblica Ceca, Qatar, Kuwait, Lussemburgo, Oman, Repubblica Dominicana e Cipro, è diventato il leader assoluto per dieci giorni, l'immagine ha mantenuto il primo posto nella classifica dei film più visti su Netflix. Il film è stato anche incluso nella top ten dei film più popolari del servizio di streaming nel 2021 Sull'aggregatore di recensioni Rotten Tomatoes, "Major Grom - Il medico della peste" ha ottenuto il 77% di approvazione su un possibile 100.

#### "Un'infanzia difficile"
Nel 2022, Oleg Trofim ha lavorato alle riprese del prequel di Major Grom - Il medico della peste, Thunder: A Difficult Childhood. Il film racconta l'infanzia di Igor Grom, che ha avuto luogo negli anni '90 del XX secolo in una versione comica alternativa e grottesca di San Pietroburgo. Il film è uscito in streaming il 1º gennaio 2023. Confrontando "Major Grom - Il medico della peste" con un nuovo lavoro, Oleg Trofim osserva che "Difficult Childhood" è un dramma indipendente: un film più personale e intimo con un linguaggio cinematografico diverso, risorse materiali e un'enfasi sul graphic design, l'animazione 
"Molti di quegli spettatori che hanno più di trent'anni lodano "Thunder: A Difficult Childhood" per l'opportunità di immergersi nella nostalgia, ma c'è anche chi rimprovera, dicono, negli anni Novanta San Pietroburgo non era affatto così, ci accusano di distorcere la realtà. Tali critiche mi costringono solo a sorridere e a coprirmi il viso con la mano, perché stiamo girando un fumetto - questo è un genere che non è destinato alla ricostruzione documentaristica del passato. Questa è finzione, finzione e nuova mitologia, e a volte mi sorprende che sia difficile per una generazione cresciuta con i romanzi e le storie dei fratelli Strugatsky accettare il concetto di finzione. Raccontiamo storie affascinanti e non cerchiamo di ingannare qualcuno ", ha commentato Oleg Trofim le dichiarazioni di alcuni critici del film 
Come osserva il regista del film, forse una tale reazione è associata all'eredità emotiva degli anni Novanta: le vecchie generazioni di spettatori non sono abituate a versioni alternative della realtà, ai videogiochi. Ciò impedisce loro di guardare film divertenti. I giovani non hanno un tale pregiudizio, e c'è un'apertura a qualcosa di nuovo, crede Trofim.
Il 12 ottobre 2022, in occasione del suo 33º compleanno, Oleg Trofim ha pubblicato un EP di quattro canzoni, Steel Wasn't Tempered Like That. Nello stesso anno esce il singolo "Pass Over the Silence". Il regista e musicista ha pubblicato tutte le composizioni sotto lo pseudonimo di Olenjon.

#### "Il gioco"
Nel 2022-2023, Oleg Trofim sta lavorando al sequel del franchise Bubble Comics Major Grom con "Major Thunder: The Game".

## Vita privata
Il regista è sposato con Victoria Misha, che lavora come architetto. Nel 2019, durante le riprese di Major Grom - Il medico della peste, la coppia ha avuto un figlio, Savva. Oleg ha assistito a distanza al parto con sua moglie, mentre allo stesso tempo gestiva il processo di ripresa sul set.

## Filmografia

### Cinema

#### Regista e Sceneggiatore
- Ice (2018)
- Invasion (2019)
- Major Grom - Il medico della peste (2021)
- Thunder: A Difficult Childhood (2023)
- Major Thunder: The Game (2024)

### Video musicali
- osì Sounday – "The Fruscio delle ciglia" (2013)
- Nanik — «Boom!» (2013)
- Timati — "Helicopter" (2014)
- Timati ft. Timur Fairy Tale – "Ride With Me" (2014)
- L'One – "Take Your Own" (2014)
- osì Sounday – "Somalia" (2015)
- Sirotkin — "Beat Your Heart, Time to Beat" (2016)
- Vlady — Changes (Video musicale) (2015)
- Montauk Synecdoche – Wherever You Are (2019)
- Sirotkin — "Above Houses" (2019)
- Antocha MC – Tokyё (Logic Vapes Documentary) (2019)

### Serie televisive
- Horizon (2021)

## Nomination e premi
- È stato più volte candidato per i Berlin Music Video Awards per la regia e il montaggio.
- Nel 2016 ha ricevuto gli European Excellence Awards come migliore campagna di pubbliche relazioni in Russia. Il progetto ha anche ricevuto sei Hermes Creative Awards di platino, tre Golden Hammer Awards, premi d'oro e di platino dai Muse Creative Awards, un premio d'argento dal festival Golden Drum, un premio di bronzo dai Russian Eventiada Awards, nonché nomination per i SABRE Awards EMEA e IPRA Golden World Awards.
- Nell'estate del 2018, il progetto Google Beyond the capitals è stato selezionato per il festival pubblicitario più prestigioso del mondo, il Cannes Lions International Festival of Creativity.
- Nel 2019, il cortometraggio musicale "Above the Houses" ha ricevuto una nomination per "Jager Music Awards" nella categoria "Best Video".